# Morvillers-Saint-Saturnin
Morvillers-Saint-Saturnin is een gemeente in het Franse departement Somme (regio Hauts-de-France) en telt 360 inwoners (1999). De plaats maakt deel uit van het arrondissement Amiens.

## Geografie
De oppervlakte van Morvillers-Saint-Saturnin bedraagt 12,8 km², de bevolkingsdichtheid is 28,1 inwoners per km².
De onderstaande kaart toont de ligging van Morvillers-Saint-Saturnin met de belangrijkste infrastructuur en aangrenzende gemeenten.

## Demografie
Onderstaande figuur toont het verloop van het inwonertal (bron: INSEE-tellingen).